# Железничка станица Алексинац
Железничка станица Алексинац је једна од железничких станица на прузи Београд—Ниш. Налази се насељу Житковац у општини Алексинац. Пруга се наставља у једном смеру ка Грејачу и у другом према према Адровцу. Железничка станица Алексинац састоји се из 7 колосека.